# Zastave brazilskih država
Ova galerija prikazuje zastave brazilskih država. To su zastave 26 brazilskih država i federalnog distrikta.
- Zastava države Acre
- Zastava države Alagoas
- Zastava države Amapá
- Zastava države Bahia
- Zastava države Ceará
- Zastava države Espírito Santo
- Zastava države Goiás
- Zastava države Maranhão
- Zastava države Mato Grosso
- Zastava države Mato Grosso do Sul
- Zastava države Minas Gerais
- Zastava države Pará
- Zastava države Paraíba
- Zastava države Paraná
- Zastava države Pernambuco
- Zastava države Piauí
- Zastava države Rio de Janeiro
- Zastava države Rio Grande do Norte
- Zastava države Rio Grande do Sul
- Zastava države Rondônia
- Zastava države Roraima
- Zastava države Santa Catarina
- Zastava države São Paulo
- Zastava države Sergipe
- Zastava države Tocantins
- Zastava Brazilskog federalnog distrikta

## Poveznice
- Zastava Brazila